# Olga Mullina
Olga Jurjewna Mullina (ros. Ольга Юрьевна Муллина, ur. 1 sierpnia 1992) – rosyjska lekkoatletka, tyczkarka. Medalistka mistrzostw Rosji. Czwarta zawodniczka uniwersjady (2015). W 2017 startując pod flagą autoryzowanych lekkoatletów neutralnych w mistrzostwach świata w Londynie, zajęła ósme miejsce w finale konkursu tyczkarek.

## Osiągnięcia
| Rok  | Impreza                   | Miejsce    | Lokata            | Wynik |
| ---- | ------------------------- | ---------- | ----------------- | ----- |
| 2015 | Uniwersjada               | Gwangju    | 4. miejsce        | 4,35  |
| 2017 | Mistrzostwa świata        | Londyn     | 8. miejsce        | 4,55  |
| 2018 | Halowe mistrzostwa świata | Birmingham | 9. miejsce        | 4,60  |
| 2019 | Halowe mistrzostwa Europy | Glasgow    | el. – 10. miejsce | 4,50  |

## Rekordy życiowe
- Skok o tyczce (stadion) – 4,67 (2017)
- Skok o tyczce (hala) – 4,60 (2015, 2016, 2017 i 2018)